# Hanu
A hanu (hangul: 한우, handzsa: 韓牛), népszerű latin betűs írással hanwoo vagy hanwu, az európai szarvasmarha Koreában tenyésztett változatának a koreai elnevezése. Valószínűleg a közönséges szarvasmarha (Bos taurus taurus) kelet-ázsiai állományából alakították ki, amelybe később Holstein-vérvonalat is bevezettek.
Húsa rendkívül kedvelt Dél-Koreában, magas ára ellenére az import marhahús helyett inkább a hanut választják az éttermekben, mert frissebbnek és jobb minőségűnek tartják, jobb ízűnek és megfelelő állagúnak. Leginkább a hagyományos ételekhez, ünnepi ételekhez használják és ajándékba adják. A Kangvon (Gangwon) tartománybeli Höngszong (Hoengseong) megye (횡성군) híres a kiváló minőségű hanu húsáról, melyet „prémium minőségű termékként” reklámoznak.

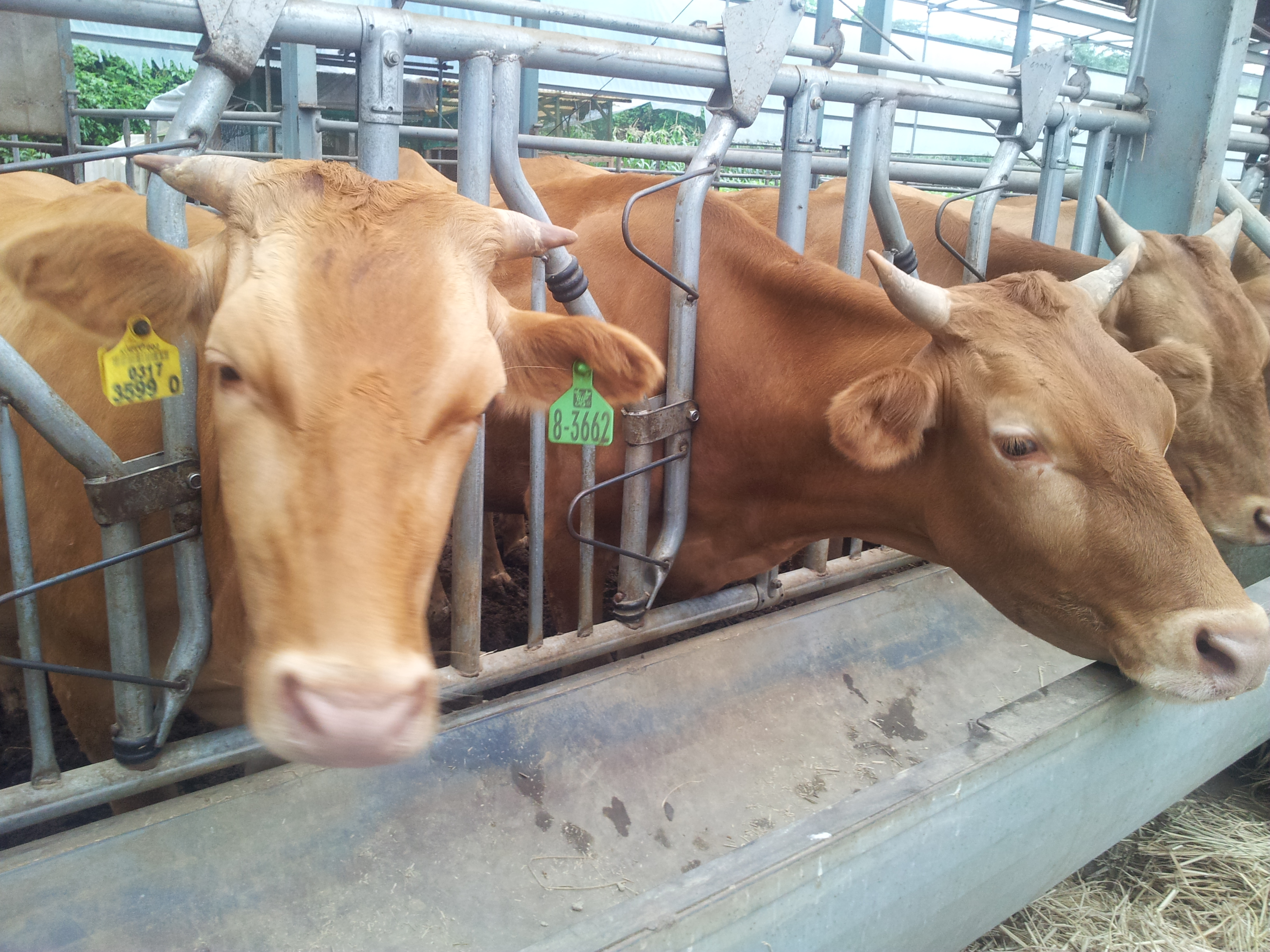
Hanu szarvasmarha

## Fordítás
- Ez a szócikk részben vagy egészben  a   Han-u című angol Wikipédia-szócikk ezen változatának fordításán alapul.  Az eredeti cikk szerkesztőit annak laptörténete sorolja fel. Ez a jelzés csupán a megfogalmazás eredetét és a szerzői jogokat jelzi, nem szolgál a cikkben szereplő információk forrásmegjelöléseként.